# Marouane Zemmama
Marouane Zemmama est un footballeur international marocain né le 7 octobre 1983 à Salé.

## Biographie
À l'âge de 14 ans, Marouane Zemmama rejoint le centre de formation du Raja de Casablanca en provenance de Chabab Tabriquet, un club situé à Salé et évoluant en division amateur.
En été 2006, il a été transféré au Hibernian FC en Écosse.
Durant l'été 2008, Zemmama rejoint les Émirats arabes unis et le club d'Al Sha'ab Sharjah sous forme de prêt. Après un retour à Hibernian, il est définitivement transféré à Middlesbrough le 31 janvier 2011.
Le 27 août 2013, Zemmama signe au Raja de Casablanca, son club formateur, pour une durée de 2 ans après avoir été libéré par le Middlesbrough.

## Carrière
- 1998 - 1999 : Chabab Tabriquet
- 1999 - 2006 : Raja de Casablanca
- 2005 - 2006 : Qatar SC (prêt)
- 2006 - 2011 : Hibernian Édimbourg
- 2008 - 2009 : Al Sha'ab Sharjah (prêt)
- 2009 - 2011 : Hibernian Édimbourg
- 2011 - 2013 : Middlesbrough Football Club
- 2013 - 2014 : Raja de Casablanca[2]

## Statistiques
| Matches internationaux de Marouane Zemmama | Matches internationaux de Marouane Zemmama | Matches internationaux de Marouane Zemmama     | Matches internationaux de Marouane Zemmama | Matches internationaux de Marouane Zemmama | Matches internationaux de Marouane Zemmama | Matches internationaux de Marouane Zemmama | Matches internationaux de Marouane Zemmama |
| 0                                          | Date                                       | Lieu                                           | Adversaire                                 | Score                                      | Résultats                                  | Compétitions                               |                                            |
| ------------------------------------------ | ------------------------------------------ | ---------------------------------------------- | ------------------------------------------ | ------------------------------------------ | ------------------------------------------ | ------------------------------------------ | ------------------------------------------ |
| 1                                          | 11 octobre 2008                            | Complexe sportif Moulay-Abdallah, Rabat, Maroc | Mauritanie                                 | 4-0                                        | 4-1                                        | Éliminatoires Coupe du monde 2010          |                                            |
| 2                                          | 19 novembre 2008                           | Stade Mohammed-V, Casablanca, Maroc            | Zambie                                     | —                                          | 3-0                                        | Match amical                               |                                            |
| 3                                          | 31 mars 2009                               | Stade du Restelo, Lisbonne, Portugal           | Angola                                     | —                                          | 0-2                                        | Match amical                               |                                            |
| 4                                          | 7 juin 2009                                | Stade Ahmadou-Ahidjo, Yaoundé, Cameroun        | Cameroun                                   | —                                          | 0-0                                        | Éliminatoires Coupe du monde 2010          |                                            |
| 5                                          | 20 juin 2009                               | Complexe sportif Moulay-Abdallah, Rabat, Maroc | Togo                                       | —                                          | 0-0                                        | Éliminatoires Coupe du monde 2010          |                                            |
| 6                                          | 6 septembre 2009                           | Stade de Kégué, Lomé, Togo                     | Togo                                       | —                                          | 1-1                                        | Éliminatoires Coupe du monde 2010          |                                            |
| 7                                          | 10 octobre 2009                            | Stade Omar-Bongo, Libreville, Gabon            | Gabon                                      | —                                          | 3-1                                        | Éliminatoires Coupe du monde 2010          |                                            |

## Palmarès
Avec le Raja de Casablanca :
- 2003 : Vainqueur de la Coupe de la CAF
- 2005 : Vainqueur de la Coupe du Trône
- 2006 : Vainqueur de la Ligue des Champions arabes
- 2013 : Finaliste de la Coupe du Trône
- 2013 : Finaliste de la Coupe du monde des clubs

Avec le Qatar SC :
- 2004 : Vainqueur de la Coupe Crown Prince de Qatar

Avec Hibernian FC :
- 2007 : Vainqueur de la Coupe de la Ligue d'Écosse